# Eleições legislativas na República Democrática do Congo em 2007

## 2007

### 19 de Janeiro de 2007
As Eleições para o Senado da República Democrática do Congo estiveram inicialmente previstas para o dia 16 de Janeiro de 2007.
Os membros do Senado são escolhidos através de eleição indirecta pelos membros das assembleias provinciais; o atraso foi resultante da dificuldade em escolher os chefes tradicionais para preencher os lugares reservados a eles nas Assembleias Provinciais.

Resultados Eleitorais
| Partido                                                  | Aliança       | Líder                   | Assentos |  |
| Partido do Povo para a Reconstrução e Democracia         | AMP           | Joseph Kabila           | 22       |  |
| Movimento para a Libertação do Congo (MLC)               | UpN           | Jean-Pierre Bemba       | 14       |  |
| Forças para a Renovação (FR)                             | AMP           | Antipas Mbusa Nyamwisi  | 7        |  |
| Rally para a Democracia Congolesa (RCD)                  |               |                         | 7        |  |
| Partido Democrata Cristão (PDC)                          | AMP           | José Endundo Bononge    | 6        |  |
| Convenção de Democratas Cristãos (CDC)                   |               |                         | 3        |  |
| Movimento Social para a Renovação (MSR)                  | AMP           |                         | 3        |  |
| Partido Lumumbist Unificado (PALU)                       | AMP           | Antoine Gizenga         | 2        |  |
| Aliança de Democratas Congoleses (ADECO)                 |               |                         | 1        |  |
| Conveção Unida Congolesa (CCU)                           | AMP           |                         | 1        |  |
| Conveção Democrata para o Desenvolvimento                |               |                         | 1        |  |
| Coligação de Democratas Congoleses (CODECO)              |               | Jean-Claude Muyambo     | 1        |  |
| Convenção para a República e Democracia (CRD)            | UpN           |                         | 1        |  |
| Democracia Cristã Federalista (DCF-COFEDEC)              | AMP           | Venant Tshipasa         | 1        |  |
| Frente Social de Republicanos Independentes (FSIR)       |               |                         | 1        |  |
| União Democrata Cristã Liberal (LDC)                     |               | Raymond Tshibanda       | 1        |  |
| Partido da Aliança Nacional pela Unidade (PANU)          | AMP           | André-Philippe Futa     | 1        |  |
| PDS                                                      |               |                         | 1        |  |
| Partido Social Democrata Cristão (PDSC)                  |               | André Bo-Boliko Lokonga | 1        |  |
| Rally para o Desenvolvimento Económico e Social (RADESO) | AMP           |                         | 1        |  |
| Rally de Democratas e Republicanos Congoleses (RCDN)     |               |                         | 1        |  |
| Rally de Forças Sociais e Federalistas (RSF)             |               |                         | 1        |  |
| União pela Liberdade Congolesa (UCL)                     |               |                         | 1        |  |
| União de Democratas Mobutuistas (UDEMO)                  |               |                         | 1        |  |
| União Nacional de Democratas Cristãos (UNADEC)           |               |                         | 1        |  |
| União Nacional de Federalistas Democratas (UNADEF)       |               | Mwando Nsimba           | 1        |  |
| Independentes                                            | Não se Aplica | Não se Aplica           | 26       |  |
| Total                                                    |               |                         | 108      |  |

Bemba, que ficou em segundo lugar nas Eleições Presidenciais de 2006, ganhou um lugar no Senado pela capital, Quinxassa